# Мечта второкурсника (математическое тождество)
В математике мечта второкурсника или мечта софомора (англ. sophomore — студент-второкурсник в США) — пара тождеств:
{\displaystyle \int \limits _{0}^{1}x^{-x}dx=\sum _{n=1}^{\infty }n^{-n}}
{\displaystyle \int \limits _{0}^{1}x^{x}dx=\sum _{n=1}^{\infty }(-1)^{n+1}n^{-n}=-\sum _{n=1}^{\infty }(-n)^{-n}}

## История
Тождества открыты в 1697 году Иоганном Бернулли. Числовые значения этих констант составляют приблизительно 1.291285997 и 0.7834305107, соответственно.
Название «мечта второкурсника» появилось позже. Оно является отсылкой к «мечте первокурсника», что в свою очередь означает шуточное неверное тождество (x + y)n = xn + yn. Однако, в отличие от него, мечта второкурсника — пара верных тождеств.

## Доказательство
Доказательства этих тождеств полностью аналогичны, поэтому здесь представлено только одно из них.
Вначале, представим {\displaystyle x^{x}} как:
{\displaystyle x^{x}=\exp(x\log x)=\sum _{n=0}^{\infty }{\frac {x^{n}(\log x)^{n}}{n!}}}.
Тогда
{\displaystyle \int \limits _{0}^{1}x^{x}dx=\int \limits _{0}^{1}\sum _{n=0}^{\infty }{\frac {x^{n}(\log x)^{n}}{n!}}dx}.
По свойству равномерной сходимости степенных рядов можно поменять местами суммирование и интеграл. Получим:
{\displaystyle \int \limits _{0}^{1}x^{x}dx=\sum _{n=0}^{\infty }\int \limits _{0}^{1}{\frac {x^{n}(\log x)^{n}}{n!}}dx}.
Чтобы получить представленные выше интегралы, заменим переменную {\displaystyle x=\exp \left(-{\frac {u}{n+1}}\right)}. После этой замены границы интеграла преобразуются в {\displaystyle 0<u<\infty }, что даёт нам:
{\displaystyle \int \limits _{0}^{1}x^{n}(\log x)^{n}dx=(-1)^{n}(n+1)^{-(n+1)}\int \limits _{0}^{\infty }u^{n}e^{-u}du}.
По интегральному тождеству Эйлера для Гамма-функции:
{\displaystyle \int \limits _{0}^{\infty }u^{n}e^{-u}du=n!},
таким образом:
{\displaystyle \int \limits _{0}^{1}{\frac {x^{n}(\log x)^{n}}{n!}}dx=(-1)^{n}(n+1)^{-(n+1)}}.
Просуммировав и изменив индексацию (она начинается с n=1, а не с n=0), получим искомое тождество.

### Версии доказательств
Исходное доказательство, данное Бернулли и представленное в современном виде, отличается от приведённого выше в части расчёта интеграла {\displaystyle \int _{0}^{1}x^{n}(\log \,x)^{n}\,dx}, но в остальном идентично за исключением технических деталей. Вместо интегрирования путем подстановки, используя Гамма-функцию (которая на момент доказательства ещё не была известна), Бернулли использовал интегрирование по частям.